# Giuseppe Tatarella
Giuseppe Tatarella, detto Pinuccio (Cerignola, 17 settembre 1935 – Torino, 8 febbraio 1999), è stato un politico, avvocato e giornalista italiano.
Deputato alla Camera dal 20 giugno 1979 all'8 febbraio 1999 per il Movimento Sociale Italiano e Alleanza Nazionale, europarlamentare nel 1989, negli anni 1994-1995 fu vicepresidente del Consiglio e ministro.

## Biografia
Avvocato e giornalista di formazione, esercitò la professione legale; fu anche pubblicista e caporedattore di riviste.
Tatarella dichiarò di essersi iscritto al Movimento Sociale Italiano - Destra Nazionale non per nostalgia del fascismo, bensì per idee anticomuniste. Fu segretario provinciale del Raggruppamento giovanile studenti e lavoratori a Foggia, e tra i fondatori nel 1954 della Giovane Italia dove fece parte dell'esecutivo nazionale. Negli anni universitari fu dirigente del FUAN con il quale fu eletto all'Unuri.
Allievo di Ernesto De Marzio, nel 1962 diviene consigliere comunale di Bari e nel 1970 consigliere regionale in Puglia, riconfermato nel 1975.
Fu eletto alla Camera dei deputati nella circoscrizione Bari-Foggia nel 1979 con il MSI, sempre rieletto fino alle elezioni del 1996. Esponente dell'area conservatrice del MSI di Destra Protagonista, fu l'artefice nel 1987 della vittoria al congresso di Sorrento che portò Gianfranco Fini al vertice del MSI.
Tra i fondatori del progetto di Alleanza Nazionale, fu ministro delle poste e delle telecomunicazioni nel 1994 durante il governo Berlusconi I, nel quale fu anche Vicepresidente del Consiglio. Fu depositario di un ddl sulle frequenze televisive; la caduta del governo causò il naufragio della proposta.
Fu capogruppo alla Camera di AN dal 1995 alla sua scomparsa. Nella legislatura successiva fu vicepresidente della Commissione parlamentare bicamerale per le riforme istituzionali presieduta da Massimo D'Alema.
Fu il promotore del nuovo sistema elettorale regionale, detto appunto legge Tatarella.
Amava definirsi "numero uno-bis di AN" e, per il suo ruolo di mediazione come Vicepresidente del Consiglio, «ministro dell'Armonia», come fu ricordato anche in seguito.

Sua passione fu anche il giornalismo e negli anni '60 fondò il quotidiano della sera "Puglia oggi"; dal 1997 alla morte diresse Il Roma di Napoli.
Il suo seggio, dopo le elezioni suppletive, andò al fratello Salvatore, promotore della nascita della fondazione a lui intitolata.

## Opere
- Democrazia e religione, Foggia, Gruppo Universitario Fiamma, 1956.
- Nel feudo di Moro, Bari, Agenzia Sudas, 1960.
- Lo scandalo edilizio al Comune di Bari, Bari, Agenzia Sudas, 1964.
- La semieleggibilità a parlamentare del consigliere regionale. Commento critico alla sentenza politica n. 5 del 1978 della Corte Costituzionale, Bari, Edizioni Puglia d'oggi, 1978.
- Bari, la cultura nella piazza mediterranea, Napoli, Edizioni del Roma, 1998.